# De tiotusen tingen
De tiotusen tingen (kinesiska: 萬物, pinyin: Wànwù), är inom kinesisk filosofi såväl som vardagligt tal samlingstermen för alla ting i sinnevärlden. De skapas av cirkulationer och blandningar av de fem elementen (vatten, trä, eld, jord och metall) vilka i sin tur uppstår ur yin och yang som uppstår ur det primära dao.